# Lucía González
Lucía González Blanco, née le 9 juillet 1990 dans les Asturies est une cycliste professionnelle espagnole, spécialiste du cyclo-cross. Elle est la sœur aînée d'Alicia González Blanco.

## Biographie
Elle obtient ses premiers résultats en cyclocross en catégorie jeunes, en remportant le titre de championne d'Espagne juniors en 2007 puis espoirs en 2010. Cela lui permet de signer son premier contrat professionnel dans l'équipe Lointek, où elle est rejointe quatre ans plus tard par sa sœur Alicia.
Après une 6e place en 2013, elle termine 3e du championnat d'Espagne de cyclisme sur route.
Avec sa sœur Alicia qui, elle aussi, court à cette période pour la formation Lointek, et son compatriote espagnol Daniel Ania, ils forment l'équipe amateur de cyclo-cross Nesta-MMR.
En 2018, elle rejoint l'équipe Bizkaia-Durango.

## Palmarès sur route

### Par année
- 2013
  - 3e du championnat d'Espagne sur route

### Résultats sur les grands tours

#### Tour d'Italie
7 participations
- 2016 : 72e
- 2018 : 51e
- 2019 : 94e
- 2020 : 82e
- 2021 : non-partante (7e étape)
- 2022 : 55e
- 2023 : 71e

### Classements mondiaux
| Année                                 | 2013 | 2014 | 2015 | 2016 | 2017 | 2018 | 2019 | 2020 | 2021 | 2022 | 2023  |
| ------------------------------------- | ---- | ---- | ---- | ---- | ---- | ---- | ---- | ---- | ---- | ---- | ----- |
| Classement UCI                        | 337e | nc   | nc   | 654e | nc   | nc   | 687e | nc   | 955e | nc   | 1044e |
| UCI World Tour                        |      |      |      | nc   | nc   | nc   | nc   | nc   | nc   | nc   | 305e  |
|                                       |      |      |      |      |      |      |      |      |      |      |       |
| Légende : nc = non classéSource : UCI |      |      |      |      |      |      |      |      |      |      |       |

## Palmarès en cyclo-cross
- 2006-2007
  -  Championne d'Espagne de cyclo-cross juniors
- 2009-2010
  -  Championne d'Espagne de cyclo-cross espoirs
- 2010-2011
  - 2e du championnat d'Espagne de cyclo-cross
- 2011-2012
  - 3e du championnat d'Espagne de cyclo-cross
- 2012-2013
  -  Championne d'Espagne de cyclo-cross
- 2014-2015
  - 2e du championnat d'Espagne de cyclo-cross
- 2015-2016
  - 2e du championnat d'Espagne de cyclo-cross
- 2016-2017
  - 3e du championnat d'Espagne de cyclo-cross
- 2017-2018
  - Classement général de la Coupe d'Espagne de cyclo-cross
  - Cyclo-cross de Karrantza, Karrantza
  - Cyclo-Cross Internacional Ciudad de Valencia, Valence
  - Abadinoko Udala Saria Ziklokrosa, Abadino
  - 2e du championnat d'Espagne de cyclo-cross
- 2018-2019
  - Cyclo-cross de Karrantza, Karrantza
  - 2e du championnat d'Espagne de cyclo-cross
- 2019-2020
  -  Championne d'Espagne de cyclo-cross
  - Coupe d'Espagne #1, Llodio
  - Coupe d'Espagne #2, Elorrio
  - Coupe d'Espagne #5, Pontevedra
  - Coupe d'Espagne #6, Valence
  - Gran Premi Les Franqueses, Les Franqueses del Vallès
  - Ciclocross Manlleu, Manlleu
  - Gran Premi Internacional Ciutat de Vic, Vic
  - Abadiñoko Udala Saria, Abadiano
  - Trofeo San Andrés, Ametzaga de Zuia
  - Ziklo Kross Igorre, Igorre
  - Cyclo-cross des Crouchaux, Coulounieix-Chamiers
- 2020-2021
  -  Championne d'Espagne de cyclo-cross
  - Classement général de la Coupe d'Espagne de cyclo-cross
    - Coupe d'Espagne #1, Sueca
    - Coupe d'Espagne #3, Xàtiva
    - Coupe d'Espagne #4, Valence
- 2021-2022
  -  Championne d'Espagne de cyclo-cross
  - Gran Premi Les Franqueses, Les Franqueses del Vallès
  - Coupe d'Espagne #1, Pontevedra
  - Coupe d'Espagne #3, Karrantza
  - Ciclocross Internacional Xaxancx, Marín
  - Ciclo-cross Ciudad de Xàtiva, Xàtiva
  - Ciclocross Internacional Ciudad de València, Valence
  - 2e de la Coupe d'Espagne
- 2022-2023
  -  Championne d'Espagne de cyclo-cross
  - Classement général de la Coupe d'Espagne :
    - Coupe d'Espagne #1, Gijón
    - Coupe d'Espagne #2, Pontevedra
    - Coupe d'Espagne #4, Laudio
    - Coupe d'Espagne #6, Tarancón
    - Coupe d'Espagne #8, Xàtiva
    - Coupe d'Espagne #9, Valence

  - iii Ciclocross Internacional con Da Romaiña-concello de Sanxenxo, Sanxenxo
  - Ziklo Kross Igorre, Igorre
- 2023-2024
  -  Championne d'Espagne de cyclo-cross
  - Classement général de la Coupe d'Espagne :
    - Coupe d'Espagne #6, Alcobendas

  - I Ciclocross Internacional Ciudad de Tarazona, Tarazona
- 2024-2025
  - Classement général de la Coupe d'Espagne :
    - Coupe d'Espagne #4, Karrantza
    - Coupe d'Espagne #5, Tarancón
    - Coupe d'Espagne #6, Alcobendas

  - Ciclocrosse de Melgaço, Melgaço
  - 2e du championnat d'Espagne de cyclo-cross
  - 10e du championnat d'Europe de cyclo-cross